# Plicatula plicata
Plicatula plicata is een tweekleppigensoort uit de familie Plicatulidae. De wetenschappelijke naam werd gepubliceerd in 1767 door Carl Linnaeus.